# 宗像善樹
宗像善樹（むなかた よしき、1943年 - 2021年）は、日本の古代史研究者、咸臨丸研究者、作家。本名：宗像善樹。
旧筆名「沖島信一郎（おきしましんいちろう）」による著書もある。埼玉県浦和市（現：さいたま市）生まれ。さいたま市浦和区在住。

## 略歴
- 聖学院高等学校、早稲田大学第一法学部、早稲田大学大学院法学研究科修士課程修了。
- 1970年 - 三菱重工業へ入社。
- 2005年 - 三菱重工業を定年退職。退職後、プロの作家の指導を受けて執筆活動に入る。
- 2006年 - 同年から2014年まで家庭裁判所家事調停委員及び簡易裁判所民事調停委員を務める。

## 著書
沖島信一郎名義
- 『爆風（三菱重工ビル爆破事件）』アルマット社刊、2010年。

宗像善樹名義
- 『咸臨丸の絆（軍艦奉行木村摂津守と福沢諭吉）』、海文堂出版刊、2014年。
- 『マリちゃん雲にのる』、日本橋出版、2017年。
- 『史料にみる宗像三女神と沖ノ島傳説』、右文書院、2017年。[1]
- 『三菱重工爆破事件』、幻冬舎、2018年。
- 増補改訂版『咸臨丸の絆（軍艦奉行木村摂津守と福沢諭吉）』、海文堂出版刊、2019年。
- 『死生、転機あり（一期一会は深い絆になる）』、日本橋出版、2019年。

## 所属団体
- 全国歴史研究会
- 咸臨丸子孫の会
- 幕末史研究会
- 幕末史を見直す会
- 長崎楽会
- NPO法人「江戸連」
- 心美人開運村『日本文芸学院』